# タイラー・ヒギンス
タイラー・Ｅ・ヒギンス（Tyler E. Higgins、1991年4月22日 - ）は、アメリカ合衆国ミシガン州アルマ出身のプロ野球選手（投手）。右投右打。愛称はヒギー（Higgy）。

## 経歴

### プロ入り前
ミシガン州のマウント・プレザント高等学校在学中の2009年にMLBドラフト47巡目（全体1414位）でテキサス・レンジャーズから指名を受けるが、この時はプロ入りを選択せず、同州のランシング・コミュニティ・カレッジに進学した。

### プロ入りとマーリンズ傘下時代
2011年のMLBドラフト23巡目（全体703位）でフロリダ・マーリンズから指名を受け、6月21日に契約を結び、プロに進んだ。同年は傘下のルーキー級ガルフ・コーストリーグ・マーリンズからプロキャリアをスタートさせた。
2017年までの在籍期間に徐々にクラスを上げ、AA級ジャクソンビル・ジャンボシュリンプまで昇格した。オフの11月6日にFAとなった。

### 独立リーグ時代
2018年3月17日にアトランティックリーグのニューブリテン・ビーズと契約した。14試合に登板して1勝0敗3セーブ、防御率1.88の成績を残した。

### マリナーズ傘下時代
2018年6月2日にシアトル・マリナーズとマイナー契約を結び、同日中に傘下AAA級タコマ・レイニアーズに配属された。28試合に登板し1勝1敗3セーブ、防御率2.83を記録した。オフの11月2日にFAとなった。

### パドレス傘下時代
2018年12月21日にサンディエゴ・パドレスとマイナー契約を結び、スプリングトレーニングには招待選手として参加することになった。
2019年はA+からAAAまで3つのカテゴリを渡り歩き、AAA級エル・パソ・チワワズでは救援投手として33試合に登板し、4勝1敗4セーブ、防御率5.52の成績を残した。オフの12月18日にFAとなった。

### オリックス時代
2019年12月23日にNPBのオリックス・バファローズが、同じくAAA級エルパソ所属のアデルリン・ロドリゲスと同時にヒギンスの獲得を発表した。1年契約で年俸は推定7000万円、背番号は52となった。日本球界についての情報は、パドレスOBでもあり、中日ドラゴンズからパドレスAAA級エルパソへの派遣コーチを務める大塚晶文から詳しく聞いていたといい、入団会見では「ここにいるのは大塚さんのおかげ」と感謝の弁を述べた。
2020年6月19日の開幕一軍メンバーからは外れた。6月26日の一軍の千葉ロッテマリーンズ戦（ZOZOマリンスタジアム）中に、先発投手の山岡泰輔が左内腹斜筋損傷を起こしわずか3球で緊急降板するアクシデントに伴い、翌27日に山岡に代わり急遽一軍出場選手登録された。山岡の負傷発生時、ヒギンスは27日の舞洲バファローズスタジアムでの二軍戦に登板する予定で大阪におり、電話で一軍の滞在する千葉への招集連絡を受けたのは26日の22時45分であった。27日、単身で千葉に向かい、東海道新幹線と東京駅からタクシーを利用して、14時開始のデーゲームに間に合わせたという。同日のロッテ戦において、5番手投手としてNPB初登板を果たした。9回裏、0対0のスコアで無死一・三塁という緊迫した局面からの登板であったが、レオネス・マーティンをベンチからの申告敬遠により満塁策を採った後、中村奨吾を二飛、鳥谷敬を見逃し三振、角中勝也を空振り三振に抑えてロッテのサヨナラ得点を許さず、NPB初ホールドを記録した。7月11日の対北海道日本ハムファイターズ戦（京セラドーム大阪）で1対1の8回表に登板して1イニングを無失点に抑えると、直後の8回裏にチームが4点を勝ち越しそのまま逃げ切り勝ちを収めたことで、NPB初勝利を記録した。その後はセットアッパーに定着し、41試合で3勝3敗19ホールド、防御率2.40の成績を残した。
2021年は49試合に登板し、リーグ2位の28ホールドを記録するなどリリーフ陣の柱として活躍したが、東京ヤクルトスワローズとの日本シリーズでは第5戦で山田哲人に同点3ラン本塁打を浴びるなど3試合に登板して5失点と精彩を欠き、オフの12月2日に自由契約公示された。

### パドレス傘下復帰
2022年3月7日に古巣パドレスとマイナー契約を結び、3月8日に傘下AAA級エルパソに配属された。7月12日に自由契約となった。

### 独立リーグ時代
2022年8月4日にアトランティックリーグのハイポイント・ロッカーズと契約した。

## 選手としての特徴・人物
オーバースローの投球フォームから、最速97マイル（約156km/h）のストレートを投じる。変化球は、スラーブとも評されるカーブと、チェンジアップを主に用いる。
私生活では、オリックス入団が発表された直後の2019年のクリスマスに婚約し、来日後の3月に結婚していたことを、2020年7月11日のNPB初勝利に際して公表した。

## 詳細情報

### 年度別投手成績
| 年 度     | 球 団      | 登 板 | 先 発 | 完 投 | 完 封 | 無 四 球 | 勝 利 | 敗 戦 | セ 丨 ブ | ホ 丨 ル ド | 勝 率 | 打 者 | 投 球 回 | 被 安 打 | 被 本 塁 打 | 与 四 球 | 敬 遠 | 与 死 球 | 奪 三 振 | 暴 投 | ボ 丨 ク | 失 点 | 自 責 点 | 防 御 率 | W H I P |
| --------- | ---------- | ----- | ----- | ----- | ----- | -------- | ----- | ----- | -------- | ----------- | ----- | ----- | -------- | -------- | ----------- | -------- | ----- | -------- | -------- | ----- | -------- | ----- | -------- | -------- | ------- |
| 2020      | オリックス | 41    | 0     | 0     | 0     | 0        | 3     | 3     | 0        | 19          | .500  | 175   | 41.1     | 37       | 2           | 20       | 3     | 0        | 45       | 1     | 0        | 11    | 11       | 2.40     | 1.38    |
| 2021      | オリックス | 49    | 0     | 0     | 0     | 0        | 1     | 2     | 2        | 28          | .333  | 195   | 46.1     | 37       | 3           | 19       | 0     | 1        | 36       | 1     | 0        | 14    | 13       | 2.53     | 1.21    |
| 通算：2年 | 通算：2年  | 90    | 0     | 0     | 0     | 0        | 4     | 5     | 2        | 47          | .444  | 370   | 87.2     | 74       | 5           | 39       | 3     | 1        | 81       | 2     | 0        | 25    | 24       | 2.46     | 1.29    |

- 2022年度シーズン終了時

### 年度別守備成績
| 年 度 | 球 団      | 投手  | 投手  | 投手  | 投手  | 投手  | 投手     |
| 年 度 | 球 団      | 試 合 | 刺 殺 | 補 殺 | 失 策 | 併 殺 | 守 備 率 |
| ----- | ---------- | ----- | ----- | ----- | ----- | ----- | -------- |
| 2020  | オリックス | 41    | 2     | 3     | 0     | 1     | 1.000    |
| 2021  | オリックス | 49    | 1     | 4     | 1     | 0     | .833     |
| 通算  | 通算       | 90    | 3     | 7     | 1     | 1     | .909     |

- 2022年度シーズン終了時

### 記録

#### NPB
初記録
- 初登板・初ホールド：2020年6月27日、対千葉ロッテマリーンズ5回戦（ZOZOマリンスタジアム）、9回裏無死一・三塁から5番手で救援登板、1回無失点
- 初奪三振：同上、9回裏に鳥谷敬から見逃し三振
- 初勝利：2020年7月11日、対北海道日本ハムファイターズ5回戦（京セラドーム大阪）、8回表に4番手で救援登板、1回無失点
- 初セーブ：2021年4月13日、対福岡ソフトバンクホークス4回戦（福岡PayPayドーム）、9回裏二死一・二塁から5番手で救援登板・完了、1/3回無失点

### 背番号
- 52（2020年 - 2021年）

### 登場曲
- 「Jambi」Tool（2020年 - 2021年）